# District de Tain
Pour les articles homonymes, voir Tain (homonymie).
Le district de Tain (officiellement Tain District, en anglais) est un district de la région de Brong Ahafo au Ghana. Ce district est créé par scission du district municipal de Wenchi à la suite d'un décret du président John Agyekum Kufuor le 12 novembre 2003. En 2012, le district de Banda (Ghana) est institué par détachement du district de Tain.

## Population
La population du district de Tain (selon son territoire avant le détachement de Banda) est 108 386 habitants.
|                             | 2010    |
| Population totale           | 108 386 |
| % population hors ménages   | 0,9 %   |
| Population dans les ménages | 107 416 |
| Nombre de ménages           | 20 004  |
| Personnes par ménage        | 5,4     |
| % moins de 18 ans           | 52,9 %  |
| % population urbaine        | 41,9 %  |

## Municipalités
| - Nsawkaw - Badu - Seikwa - Debibi - Brohani | - Brodi - Banda Boase - Menji - Atomfoso - Sabiye | - Mamasa - Bonga - Banda Ahenkro - Kabronu - Bui |